# Wiaczesław Stadnicki-Kolendo
Wiaczesław Iosifowicz Stadnicki-Kolendo, ros. Вячеслав Иосифович Стадницкий-Колендо (ur. ?, zm. do 1945 r.) – rosyjski wojskowy (podpułkownik), emigrant, wojskowy Rosyjskiego Korpusu Ochronnego podczas II wojny światowej.
Służył w armii rosyjskiej. Uczestniczył w I wojnie światowej. Doszedł do stopnia sztabskapitana. W 1918 r. wstąpił do nowo formowanych wojsk Białych gen. Antona I. Denikina. Brał udział w 1 Marszu Kubańskim. W czerwcu tego roku został ranny. Od listopada dowodził 3 Baterią 1 Oficerskiego Dywizjonu Artylerii Lekkiej. W grudniu został starszym oficerem baterii. W sierpniu 1919 r. został dowódcą 5 Baterii Markowskiej Brygady Artylerii. We wrześniu 1920 r. w stopniu podpułkownika objął dowództwo 3 Baterii Brygady. W połowie listopada 1920 r. wraz z wojskami Białych został ewakuowany z Krymu do Gallipoli. Na emigracji zamieszkał w Polsce. Po zajęciu Jugosławii przez wojska niemieckie w kwietniu 1941 r., wstąpił do nowo formowanego Rosyjskiego Korpusu Ochronnego. Zginął w walkach do 1945 r.